# Недотрога Уоллера
Недотро́га Уо́ллера, или бальзами́н Уоллера (лат. Impátiens walleriána), — многолетнее растение из рода Недотрога семейства Бальзаминовые (Balsaminaceae).

## Название
Вид назван в честь Горация Уоллера (1833—1896) — английского миссионера в Британской Центральной Африке, священнослужителя, ботаника, члена экспедиции по Замбези (1858—1864) под руководством Ливингстона.
Распространённое тривиальное название — «Ванька мокрый».

## Описание
Травянистое растение высотой 15—70 см. Стебли простые или ветвистые, голые, полусочные, все части растения (листья, стебли, цветы, корни) мягкие и легко повреждаются.

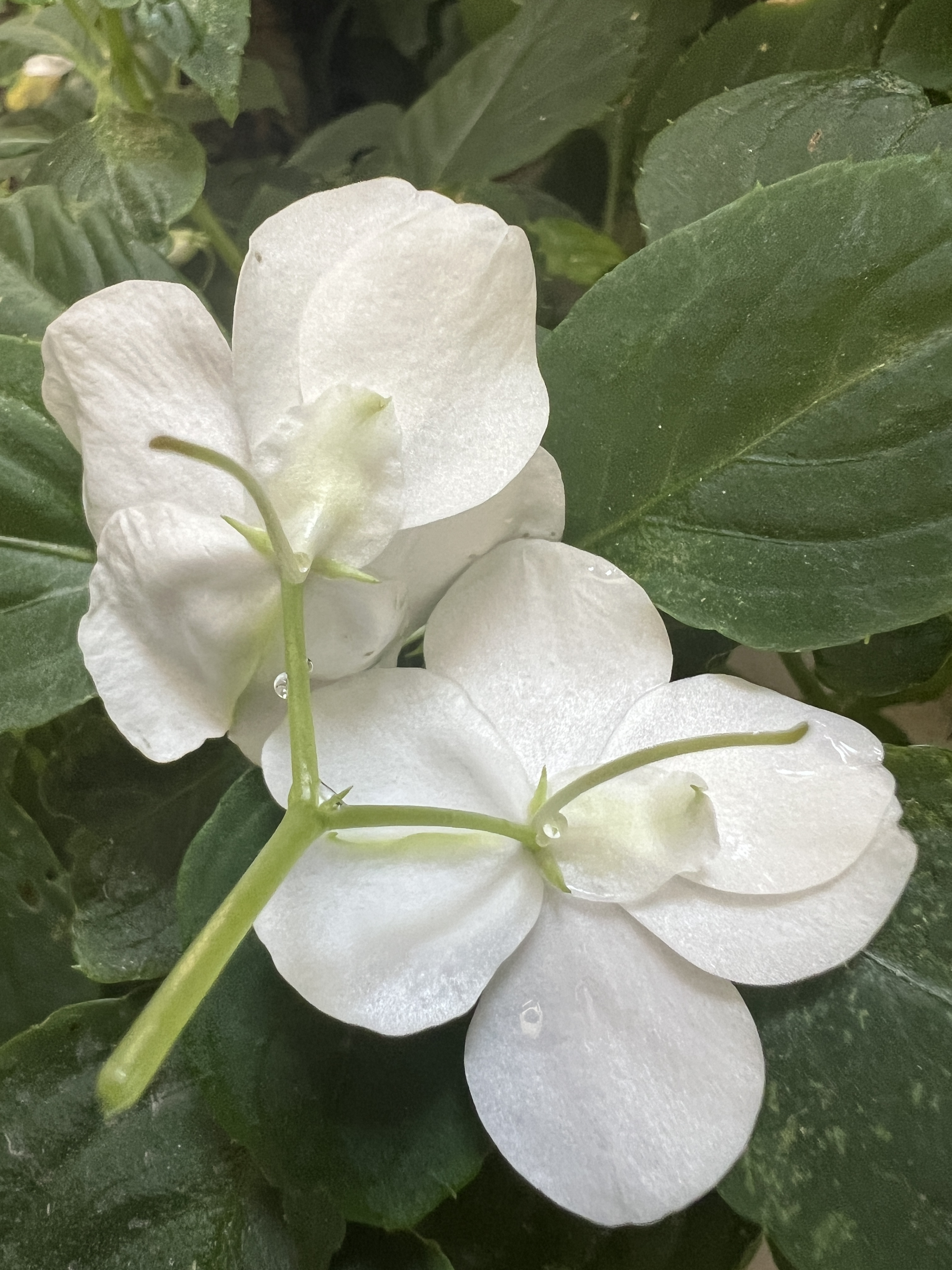
Соцветие с внутренней стороной цветков

Листья очерёдные (в верхней части растения могут быть супротивными), длиной 3—12 см и шириной 2—5,5 см; пластинка от широко-овальной и округлой до продолговато-овальной с клиновидно-суженным, реже округлым основанием и заострённой верхушкой, с городчато-зубчатыми краями, гладкая, с 5—8 парами боковых жилок. Черешки 1,5—6 см длиной, с одной-двумя (реже несколькими) стебельчатыми желёзками.
Цветёт обильно. Соцветия пазушные на верхушках побегов. Цветки по 2 (до 5) в соцветии, 2—5 см в диаметре. Чашелистиков — два боковых зеленоватых узколанцетных 3—7 мм длиной и один нижний лепестковидный, уплощённо-ладьевидной формы, резко суживающийся в изогнутую нитевидный шпорец 2,5—4 мм длиной. Лепестки числом 5 красного, пурпурного, розового или белого цвета; верхний лепесток широко-сердцевидный или округлый, цельный или выямчатый, размером 1,5—3 × 1,3—2,5 см; боковые лепестки 1,8—2,5 длиной, попарно сросшиеся у самого основания, образуя две глубоко разделённые доли — базальную и дистальную — примерно одинаковой формы и размера (10—20 × 7—15 мм), цельные или слегка выямчатые. Цветоножки 1,5—3 см длиной (при плодах вытягиваются вдвое), с линейно-ланцетными (до шиловидых) прицветниками около 2 мм длиной.
Плод — веретиновидная, гладкая коробочка до 1,5—2 см длиной; при созревании взрывается таким же образом, как и у других видов Impatiens.
Число хромосом: 2n = 16.

## Распространение

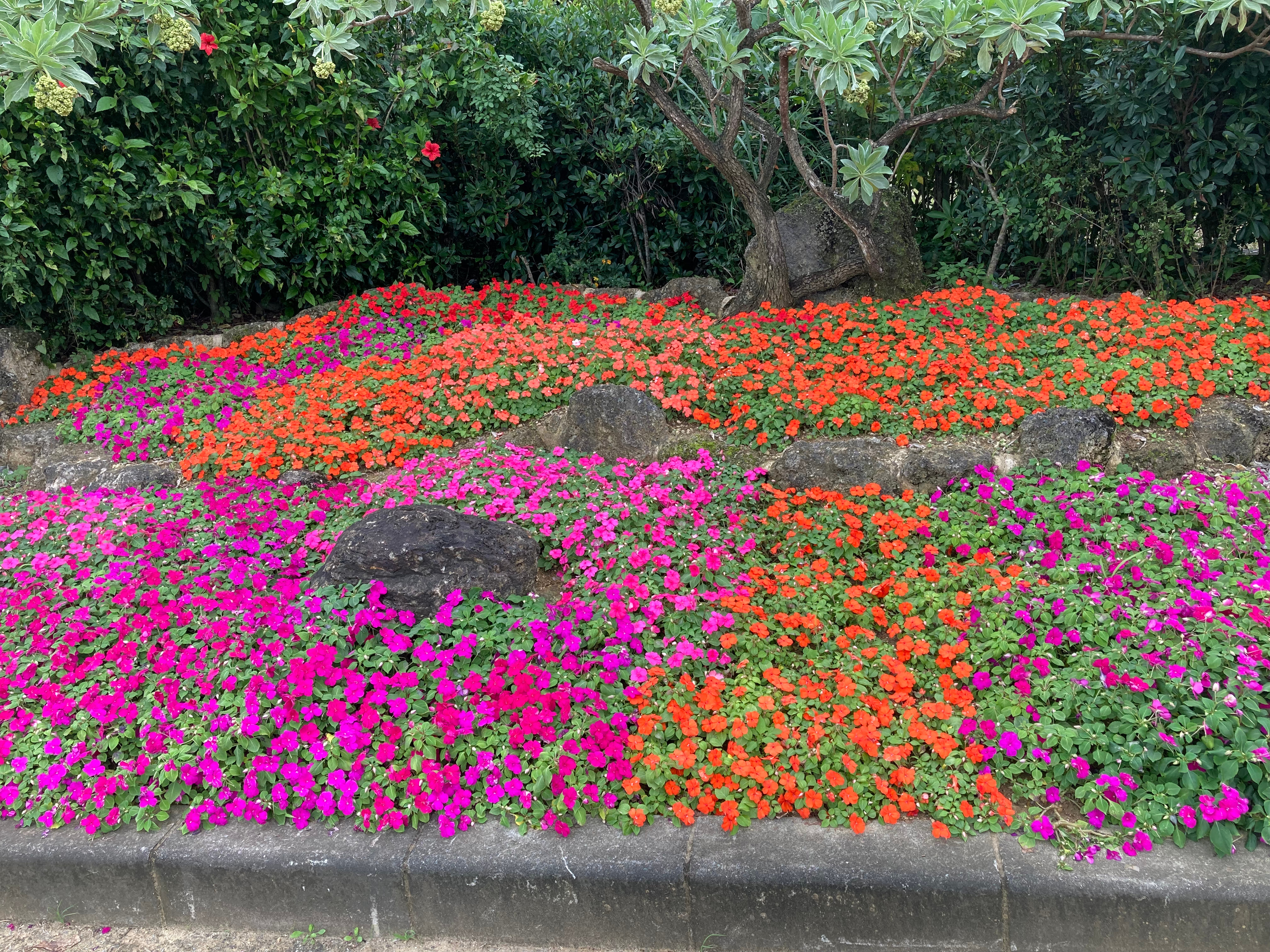
Высаженные в парке растения с различной окраской цветков. Япония.

Природный ареал простирается в Восточной Африке от Кении до Мозамбика.
Инвазивный вид во многих тропических регионах, включая страны Латинской Америки, Шри-Ланку, Восточный Китай, Индокитай, Малакку и восточные штаты Австралии.

## Экология
Затенённые влажные местообитания в дождевых, облачных и прибрежных лесах, пойменных зарослях, по берегам рек и ручьёв.

## Применение
В культуре с 1896 года. Широко выращивается как неприхотливое красивоцветущее комнатное и садовое, а также как лекарственное растение.

## Изображения

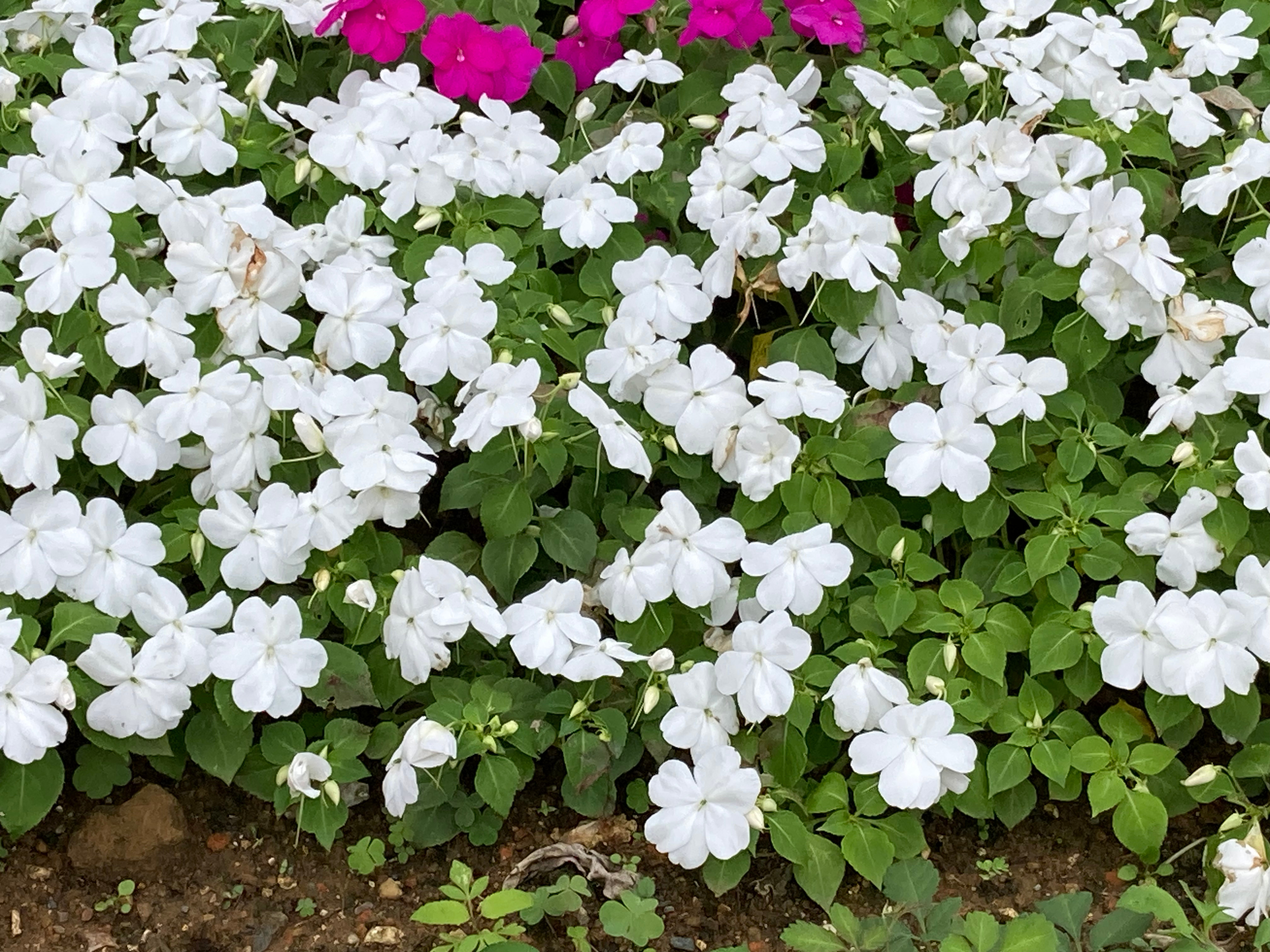
Белые цветки
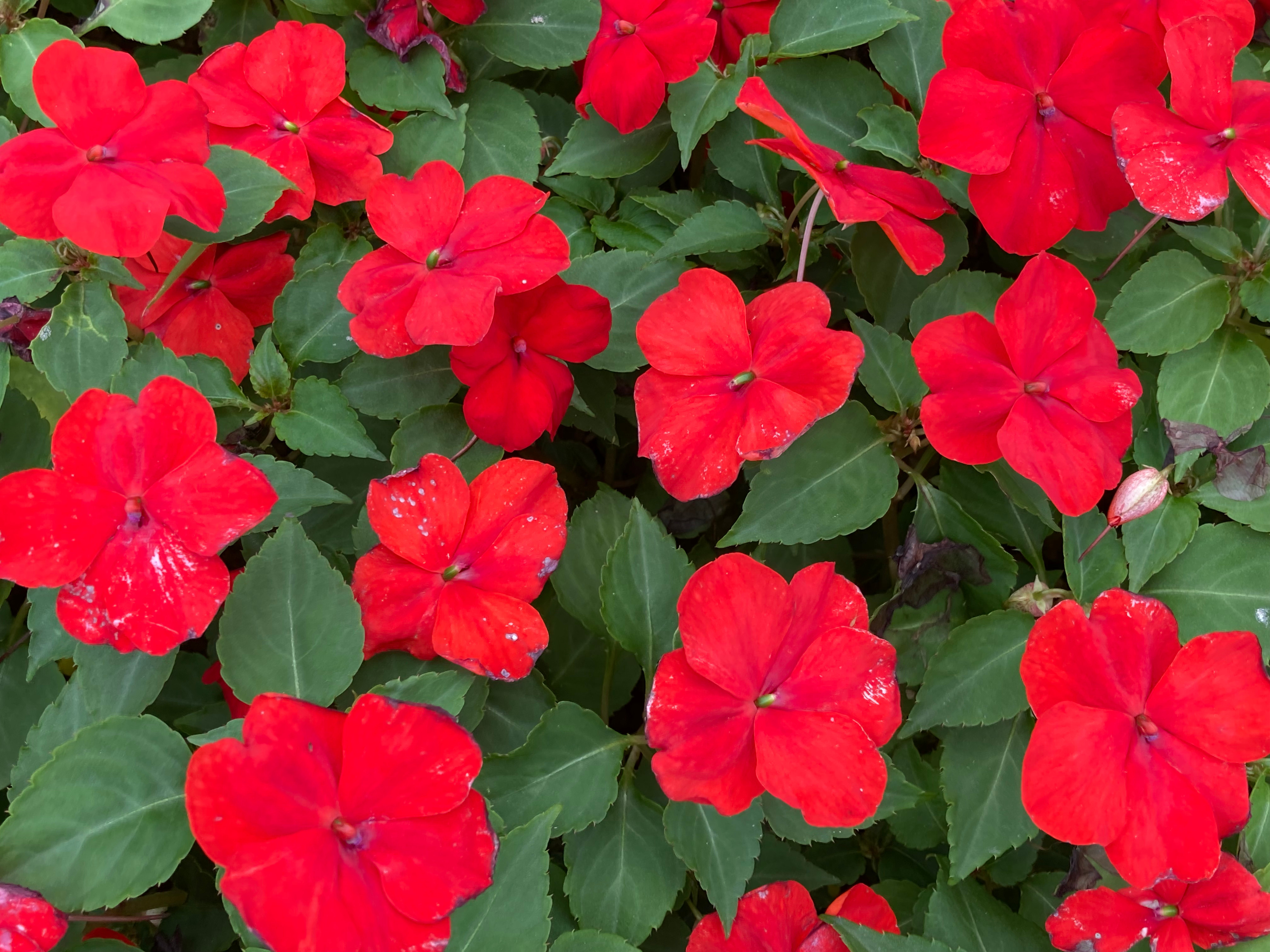
Алые цветки
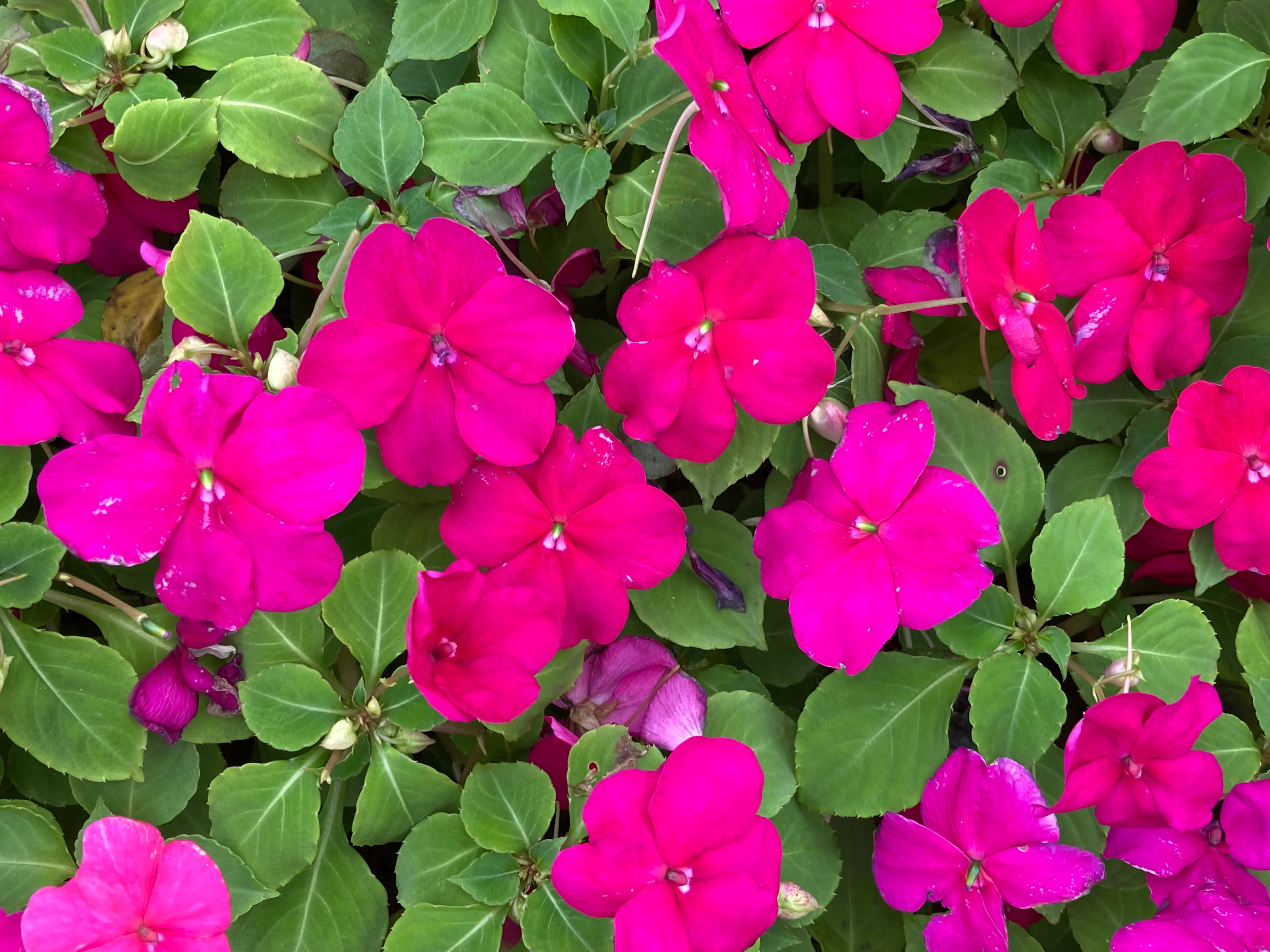
Пурпурные цветки
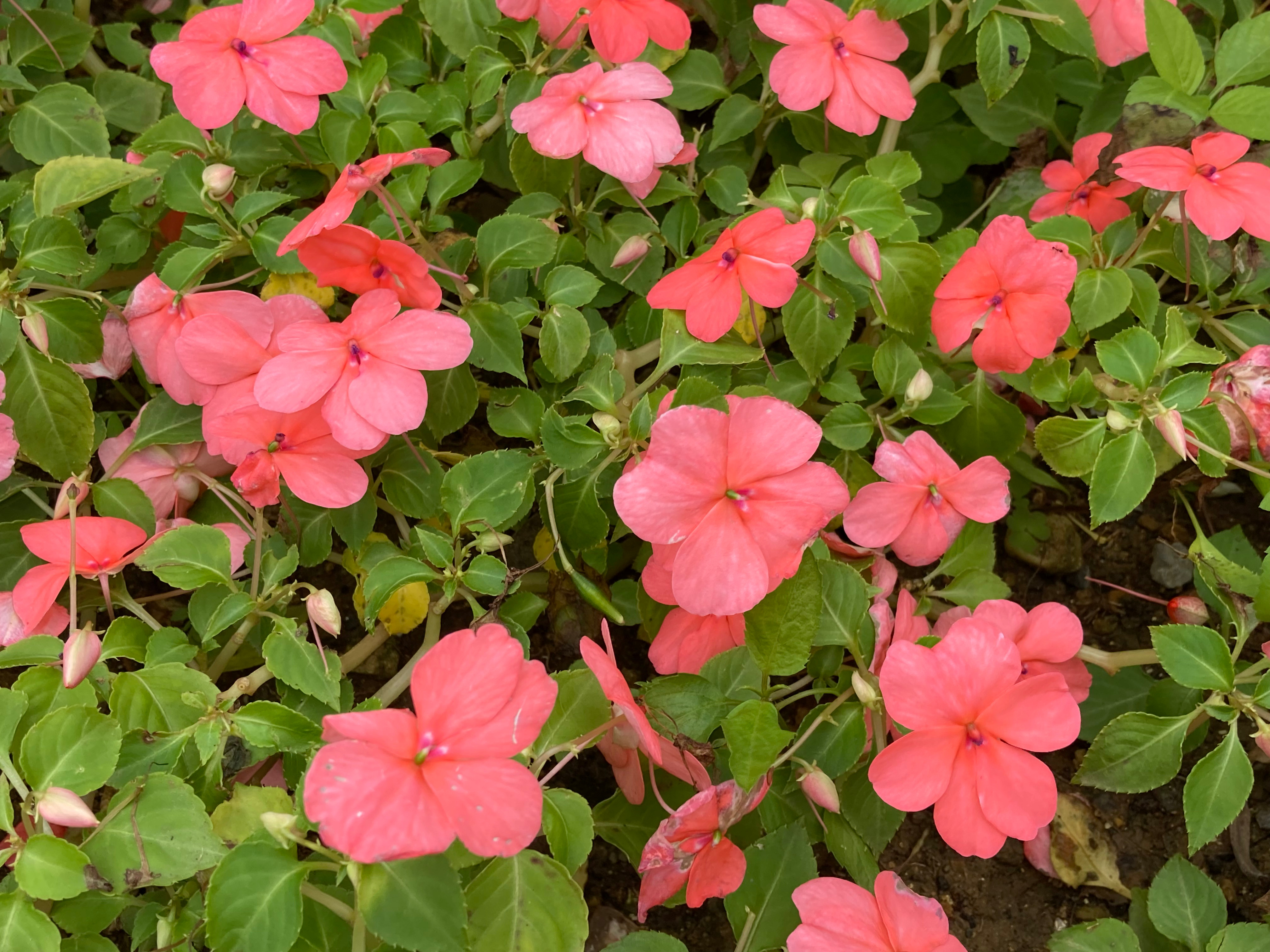
Лососёво-красные цветки
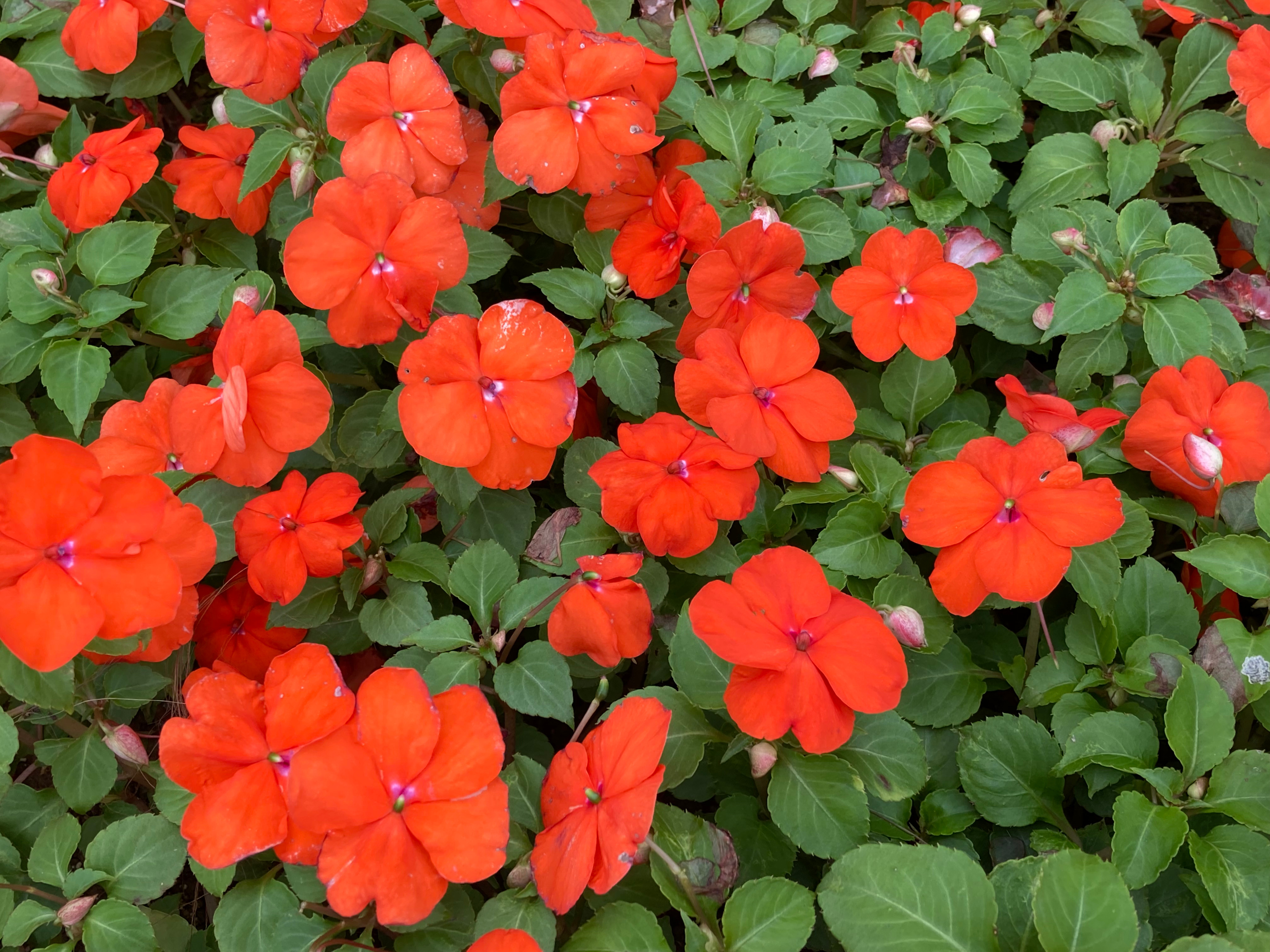
Киноварно-красные цветки